# ACMAT TPK

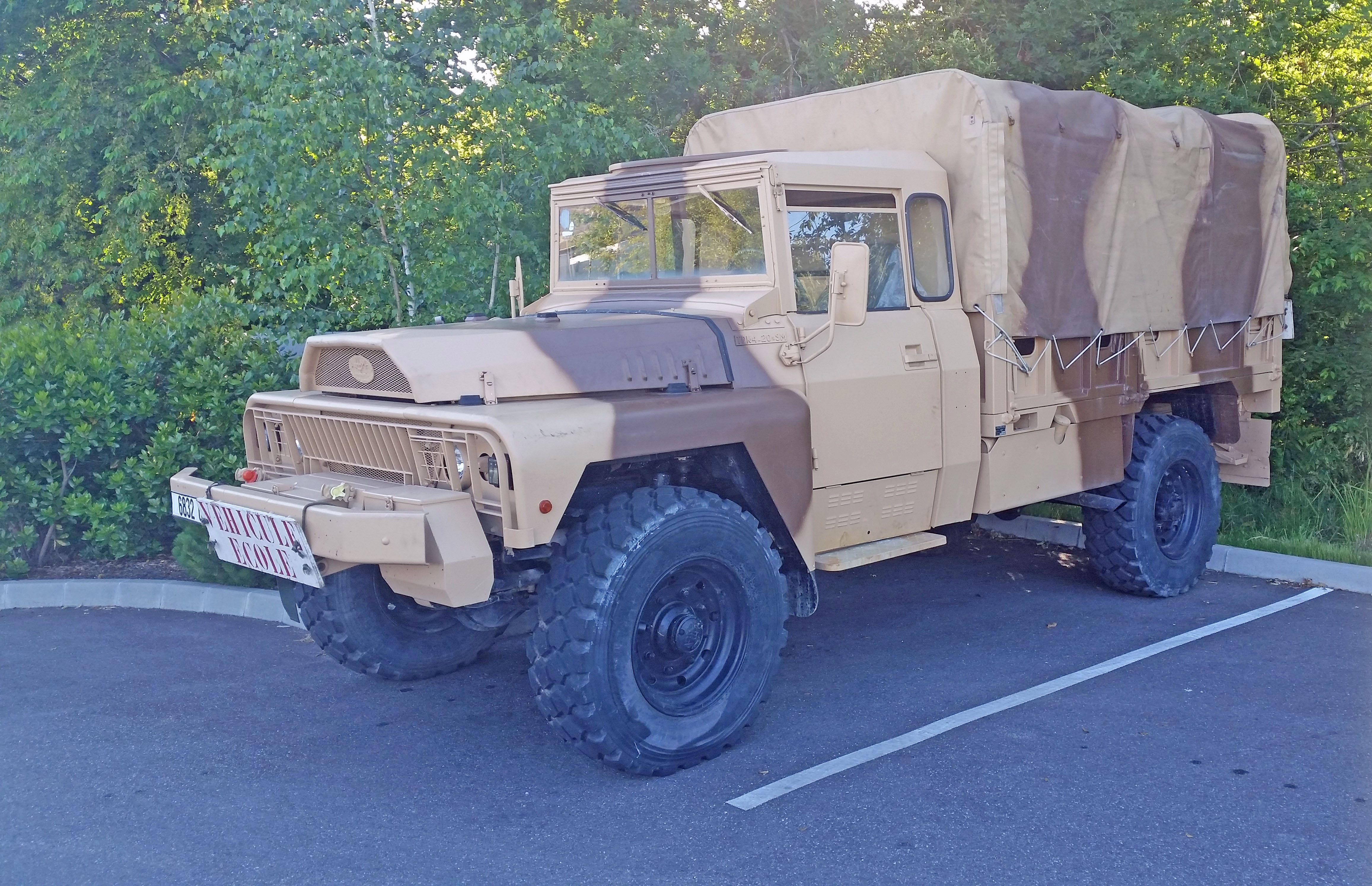
Un "ACMAT VLRA 1".

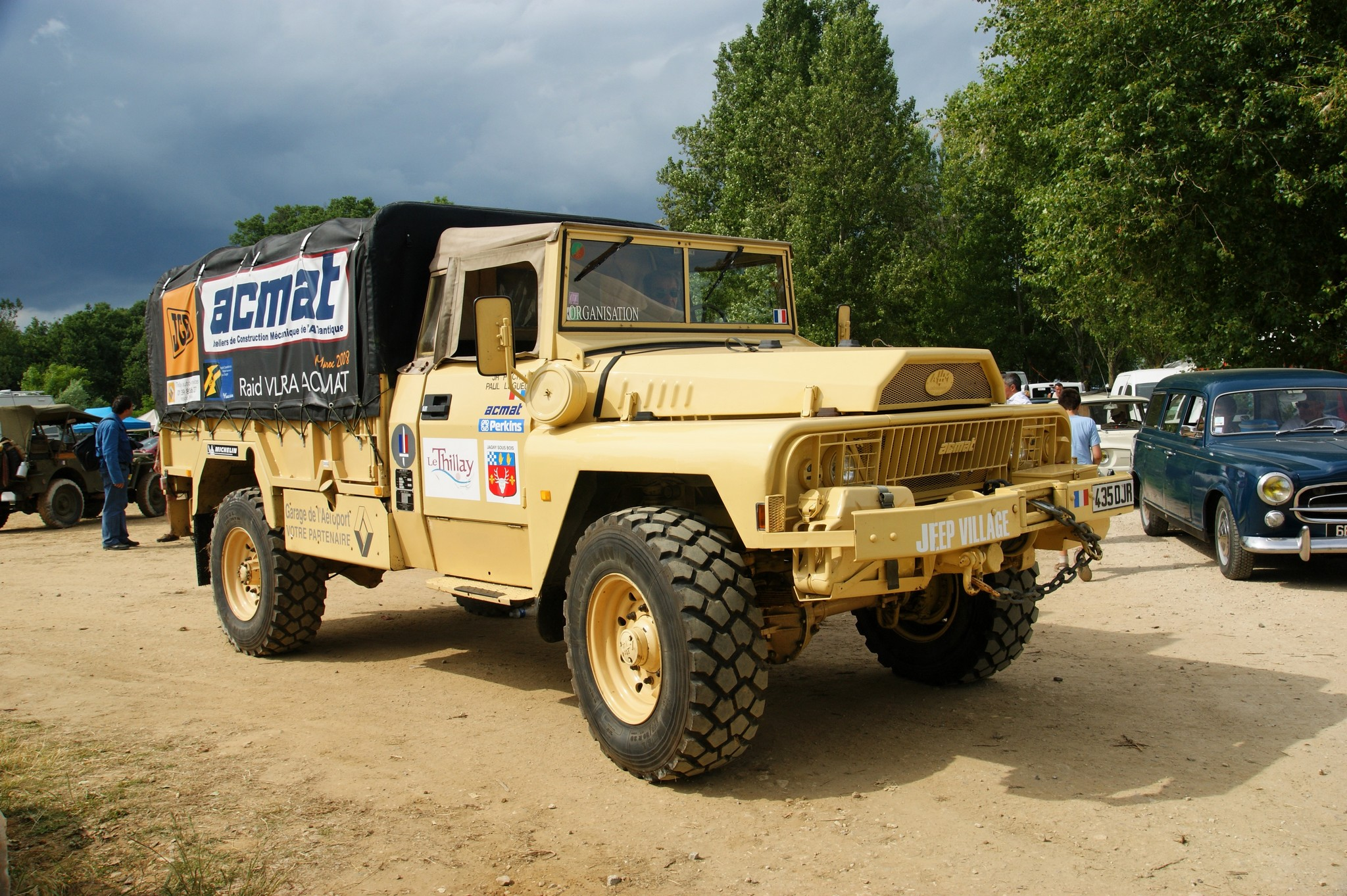
Un "ACMAT VLRA 1".

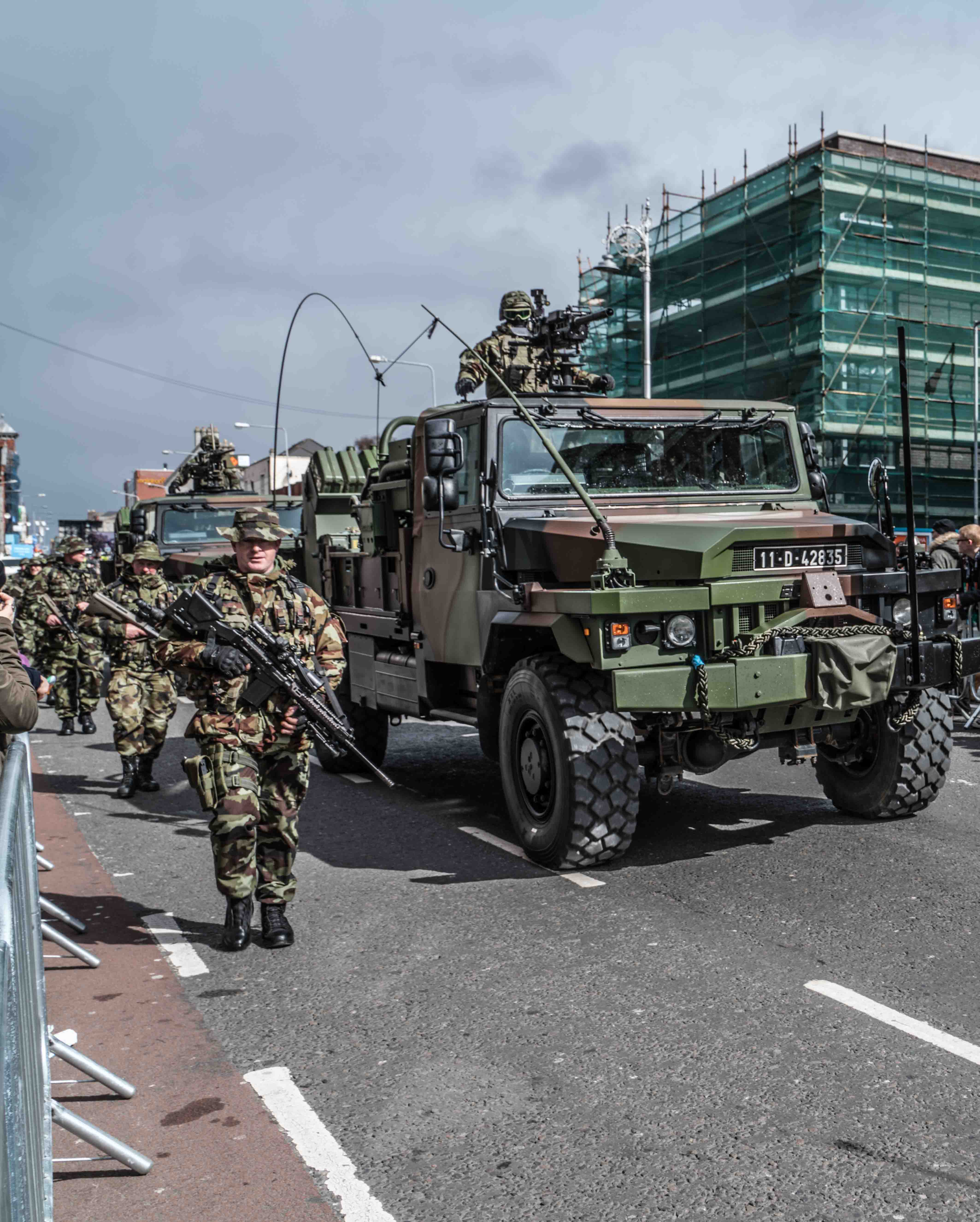
Un "ACMAT VLRA 2" dell'Irish Army (il logo "ACMAT" è sotto la targa, parzialmente comperto da un quadrato).

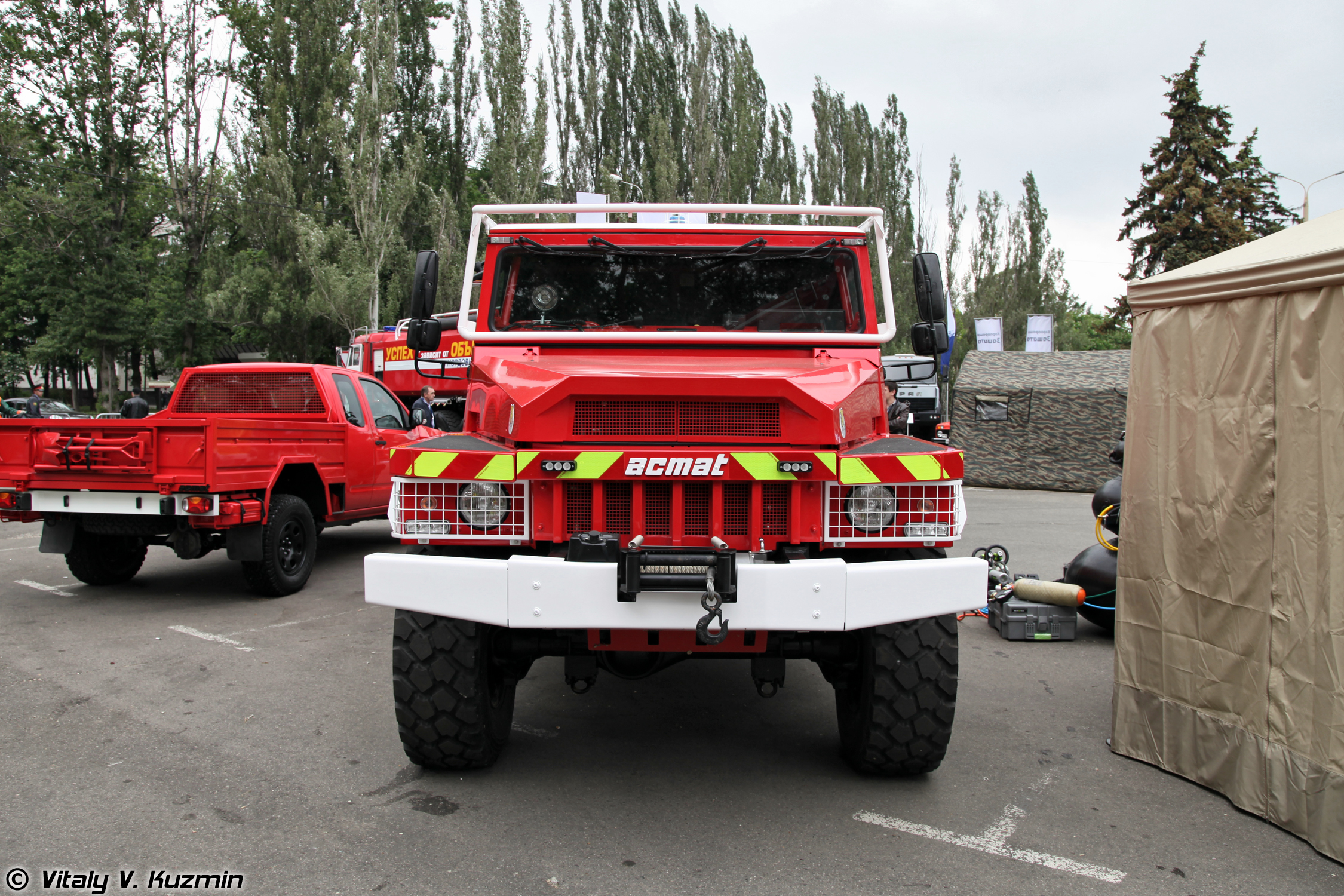
Un "ACMAT VLRA 2 TDE 4.36 CCF-L" dei vigili del fuoco.

I camion ACMAT sono degli autocarri a trazione integrale, robusti e polivalenti. Lanciati dagli Ateliers Legueu Meaux (ALM) all'inizio degli anni 1960, essi sono oggi fabbricati dagli Ateliers de Constructions Mécaniques de l'ATlantique (ACMAT) a Saint-Nazaire; questi sono una filiale di Renault Trucks Defense dal marzo 2006 e impiegano 150 persone nel 2012.
Maggiormente conosciuti nell'Armée de terre francese con la sigla VLRA (Véhicule léger (ou de liaison) de reconnaissance et d'appui – Veicolo leggero (o da collegamento) da ricognizione e d'appoggio), questi rappresentano una gamma di veicoli multifunzione (trasporto di personale, di materiali o veicoli di supporto d'armi) e ne esistono più di 75 versioni differenti che sono state vendute a più di 46 paesi nel mondo. Le forze armate francesi prevedono, al 2014, il loro ritiro dal servizio nel 2018 e saranno sostituiti – nelle forze speciali – dai Poids lourds pour forces spéciales (PLFS), derivati dal Renault Sherpa Light.
Essi possono trasportare degli shelters di 15 ft (4,6 m), dei sistemi d'arma o del personale.
Tutte le versioni sono aerotrasportabili su aerei da trasporto militare (Lockheed C-130 Hercules o Transall C-160).
Le differenti varianti sono identificabili dalla sigla TPK seguita dal numero del modello e della versione.

## Storia
Il camion TPK è realizzato dalla Atelier Legueu Meaux (ALM) nel 1961, quest'azienda produce dal autocarri (spesso modificando modelli della Panhard) ad alta mobilità 4×4 e 6×6, rinomati per la loro durevolezza ma soprattutto per un'autonomia particolarmente notevole.
Nel 1965 la ALM si trasferisce da Meaux a Saint-Nazaire e assume il nome Ateliers de Constructions Mécaniques de l'ATlantique (ACMAT).
La ACMAT realizza quindi una famiglia di veicoli 4×4, 6×6 e 8×8, basata fin dall'origine su un concetto unico: standardizzazione, intercambiabilità, comunanza dei componenti e modularità, permettendo così la riduzione dei costi di manutenzione e gestione a lungo termine (nell'arco di 20 a 30 anni).
Nel 1967 la ACMAT presenta il VLRA.
Nel 2010, la ACMAT modernizza la gamma VLRA con il VLRA 2. Il VLRA 2 è dotato di una nuova motorizzazione più potente (da Euro II a Euro V), di un nuovo sistema di frenaggio e di direzione, di ABS e di un cambio automatico a 5 rapporti; a livello estetico è facilmente riconoscibile per il nuovo frontale più squadrato e il marchio "ACMAT" non più sulla griglia del cofano motore ma sulla barra trasversale, tra la griglia del cofano e quella del radiatore. La precedente versione del VLRA – VLRA TPK o VLRA 1 – era in catalogo nel 2012 e poi non più nel 2014.
Il successo del mezzo è quantificabile nel fatto che in 25 anni (1945-'70) questa serie di autocarri ha contato almeno 30 nazioni clienti, specialmente in Africa, oltre le stesse Forze armate francesi.
Nel 2016, la ACMAT propone 3 veicoli: l'ALTV, il VLRA 2 e il Bastion, tutti declinati in diverse versioni, tra cui le versioni per le forze speciali: Bastion PATSAS, ALTV Torpedo e VLRA Commando.
Al 2017, la ACMAT propone 6 versioni del VLRA 2, 5 versioni militari "Commando", "Logistique", "Porte Shelter", "Bus" e "6x6" (quest'ultima versione è 6×6, tutte altre sono 4×4) e 1 versione civile "Pompiers".
Al 2017, la ACMAT propone inoltre:
- il Bastion (un autoblindo 4×4 basato sul telaio del VLRA), in tre versioni militari: "Haute Mobilité" (HM), "PATSAS" (destinata alle forze speciali) e "APC" (per il trasporto truppe) e in una versione civile "APC" (per il mantenimento dell'ordine).
- l'ALTV (ACMAT Light Tactical Vehicle, un pick-up o un SUV militarizzato), in tre versioni militari: "Torpedo" (destinata alle forze speciali), "Pickup" a cabina doppia o singola e "SW" (SUV station wagon derivato da un veicolo civile) e in una versione civile "SW" (versione identica alla precedente).

In passato la ACMAT aveva prodotto anche:
- il VCOM (Véhicule de Combat d'Outre-Mer, 4×4 e 6×6) dal 1961 (193 veicoli per la 13e DBLE all'epoca basata a Gibuti) e
- il VLA (Véhicule logistique de l'avant, 4×4, 6×6 e 8×8) dal 1991 al 2004.[2]

Il 24 maggio 2018, Renault Trucks Defense diventa Arquus; Renault Trucks Defense, Acmat e Panhard sono riunite sotto l'unico marchio Arquus.

## Tecnica
La versione corazzata di questi autocarri ha una storia partente dalla constatazione che nel mercato estero esisteva l'esigenza di un veicolo corazzato realizzato sulla stessa ottima meccanica dell'autocarro.
Questo progetto, simile a tanti alti adattamenti a bassa tecnologia di grossi veicoli a trazione integrale, è stato realizzato in maniera consequenziale, con il nome completo di TPK 4,2 VSC.
La sua struttura è quella di un autocarro classico, con il motore anteriore, capocarro e pilota al centro e truppa dietro. Il posto di pilotaggio è rialzato rispetto al veicolo originario.
Il guscio corazzato è in acciaio saldato, con blindovetri per i 2 uomini avanti, copribili con pannelli d'acciaio per maggiore protezione. Ciascuno ha anche un portello superiore monoblocco e uno sportello laterale con un altro blindovetro (senza piastra d'acciaio).
La corazzatura del mezzo è leggera, presumibilmente meno di 10 mm, e lascia spazio ad un paio di portelli posteriori per l'entrata e l'uscita di un massimo di 8 uomini, che hanno panche laterali su cui sedere. Sul davanti, è invece forata, per aerare il comparto motore.
La dotazione dell'armamento è ridotta, in genere, a una sola mitragliatrice da 7,62 mm, talvolta su una piccola torretta molto angolata della Creusot-Loire, con un piccolo proiettore coassiale per il tiro notturno. Esiste anche la possibilità di avere versioni con mortai da 81 mm o missili controcarro MILAN. Il mezzo è anche utilizzato come trattore di artiglieria da 105 mm.
Il motore è un Perkins, diesel, con cambio manuale a 4 velocità e una retromarcia. Esso ha uno sterzo del tipo vite senza fine, ma soprattutto, il veicolo, con un serbatoio da ben 370 litri, ha un'autonomia (record per un veicolo corazzato) di 1.600 km. Dati i clienti a cui è stato destinato, esso non ha capacità anfibie, non richieste esplicitamente.
Tra gli accessori, di serie una ruota di scorta, trasportata dietro i sedili del pilota e capocarro, mentre opzionali ve ne sono altri, come un apparato di condizionamento dell'aria.
In definitiva, gli ACMAT blindati – TPK 650 BL/CTL e TCM 420 BL 6 – , comparati agli altri blindati francesi dell'epoca, sono lunghi quanto i Berliet VXB-170 e i Renault VAB, ma pesano (a vuoto) tra 4,5 e 7,5 tonnellate (contro le quasi 10 t. a vuoto dei due precedenti), ovvero quasi quanto il Panhard VCR; per cui essi hanno una struttura blindata certamente più leggera che questi mezzi. Inoltre sono più stretti e alti, tradendo maggiormente la discendenza da un autocarro medio.
Il veicolo è entrato infatti in servizio in diverse nazioni africane, specie in Africa del Nord, dove ha svolto e svolge missioni di pattugliamento, traino artiglierie, trasporto truppe, ecc.

## Versioni

### VLRA TPK 1

#### VLRA 4×4[13]
Veicolo di comando e trasmissioni
- TPK 420 VCT – Veicolo di comando e trasmissioni

Veicolo tattico multifunzione
- TPK 425 STL/SH – Veicolo tattico multifunzione
- TPK 436 STL/SH – Veicolo leggero da ricognizione e d'appoggio

Veicolo logistico di manutenzione
- TPK 420 SL7 – Veicolo di manutenzione con gru idraulica di intervento rapido
- TPK 436 SCM – Veicolo di carico e di manutenzione con cassone multifunzione

Veicolo per trasporto di personale o di materiali – Veicolo di supporto d'armi
- TPK 415 SM3/FSP – Veicolo delle forze speciali di pattuglia
- TPK 420 SM3 – Veicolo leggero da ricognizione e d'appoggio
- TPK 420 STL – Veicolo multifunzione
- TPK 420 PMB – Veicolo porta-mortaio

Veicolo logistico – ambulanza – trasporto persone
- TPK 425 SAM – Veicolo furgonato ambulanza
- TPK 430 F – Veicolo furgonato atelier riparazioni o posto di comando
- TPK 432 SB – Veicolo autobus trasporto persone
- TPK 433 SB – Veicolo autobus posto di comando o trasporto feriti

#### VLRA 6×6[14]
Veicolo tattico
- TPK 640 SM3 – Veicolo da trasporto persone o materiali
- TPK 640 CTL – Veicolo multifunzione da trasporto truppe
- TPK 641 VPC – Veicolo tattico
- TPK 650 SH/STL – Veicolo porta shelter ATM 15 o AT 15

Veicolo blindato leggero a ruote
- TPK 650 BL/CTL – Veicolo con cabina blindata da trasporto di materiali o persone
- TCM 420 BL 6 - VLRB – Veicolo blindato da collegamento, da ricognizione e di comando

Veicolo cargo con sistema di decontaminazione
- TPK 640 CSD – Veicolo cargo con sistema di decontaminazione NBC

Veicolo logistico
- TPK 635 SL7 – Veicolo di manutenzione LOT 7
- TPK 640 WRT – Veicolo "WRECKER" con gru idraulica
- TPK 641 GBS – Veicolo con benna e gru di carico

Trattore di semirimorchio
- TPK 635 TSR – Trattore di semirimorchio SR 490

#### VLRA TPK
VLRA TPK 1 (2012)
- VLRA TPK 4.15 STL – Veicolo da trasporto di truppe 4x4
- VLRA TPK 4.20 SL7 – Veicolo di manutenzione 4x4
- VLRA TPK 4.20 STL – Veicolo da trasporto di truppe 4x4
- VLRA TPK 4.20 VCT – Veicolo di comando e trasmissioni
- VLRA TPK 4.25 SAM – Veicolo furgonato ambulanza
- VLRA TPK 4.30 F – Veicolo furgonato multifunzione
- VLRA TPK 4.26 SCM – Veicolo di manutenzione con gru 4x4
- VLRA TPK 4.36 SH – Veicolo porta shelter 4x4
- VLRA TPK 4.36 STL – Veicolo da trasporto di truppe 4x4
- VLRA TPK 6.50 SH – Veicolo porta shelter 6x6
- VLRA TPK 6.50 STL – Veicolo da trasporto di truppe 6x6
- VLRA TPK 6.50 WRT – Veicolo "WRECKER" 6x6

### VLA
Veicolo logistico
- WPK 440 SH/STL – Veicolo 4×4 da trasporto logistico da 4 t
- WPK 655 SH/STL – Veicolo 6×6 porta-shelter da 15 ft (460 cm)
- WPK 665 SH – Veicolo 6×6 porta-shelter da 20 ft (610 cm)
- WPK 870-875 SH – Veicolo 8×8 porta-shelter da 15–20 ft (460–610 cm)
- WPK 870 LRM – Veicolo 8×8 lanciarazzi multiplo

### VLRA 2
VLRA 2 (2012)
- VLRA TDN/TDE 4.33 STL – Veicolo da trasporto logistico 4x4
- VLRA TDN/TDE 4.36 STL – Veicolo da trasporto logistico 4x4
- VLRA TDN/TDE 4.43 STL – Veicolo da trasporto logistico 4x4
- VLRA TDN/TDE 4.40 SAN – Veicolo furgonato ambulanza 4x4
- VLRA TDN/TDE 4.43 SH – Veicolo porta shelter 4x4
- VLRA TDN/TDE 4.43 SCE-SCC – Veicolo da trasporto cisterna (acqua o carburante) 4x4
- VLRA TDN/TDE 4.36 CCF P – Veicolo autopompa (Camion-Citerne Feux de Forêt) 4x4
- VLRA TDN/TDE 4.43 COMMANDO – Veicolo per le forze speciali 4x4
- VLRA TDN/TDE 4.43 WRECKER – Veicolo "WRECKER" 4x4
- VLRA TDN/TDE 4.40 F – Veicolo furgonato 4x4

VLRA Défense (2014)
- VLRA Commando – Veicolo per le forze speciali 4x4
- VLRA 4x4 STL – Veicolo da trasporto logistico 4x4
- VLRA 443 SC – Veicolo da trasporto cisterna (carburante o acqua) 4x4
- VLRA 440 SAN – Veicolo furgonato ambulanza 4x4
- VLRA 440 F – Veicolo furgonato 4x4
- VLRA SH – Veicolo porta shelter 4x4
- VLRA 440 PC – Veicolo Posto di Comando 4x4
- VLRA 443 BUS – Veicolo autobus 4x4
- VLRA Command Car PC – Veicolo Posto di Comando 4x4
- VLRA Command Car Présidentiel – Veicolo Presidenziale 4x4
- VLRA 645 STL – Veicolo da trasporto logistico 6x6
- VLRA 645 DTT – Veicolo carro attrezzi 6x6

VLRA Sécurité (2014)
- VLRA 4x4 STL – Veicolo da trasporto logistico 4x4
- VLRA 440 SAN – Veicolo furgonato ambulanza 4x4
- VLRA 443 CCF – Veicolo autopompa (Camion-Citerne Feux de Forêt) 4x4
- VLRA Command Car PC – Veicolo Posto di Comando 4x4
- VLRA 645 STL – Veicolo da trasporto logistico 6x6

VLRA Défense (2017)
- VLRA Commando – Veicolo per le forze speciali 4x4
- VLRA Logistique – Veicolo logistico 4x4
- VLRA Porte Shelther – Veicolo porta shelter 4x4
- VLRA Bus – Veicolo autobus 4x4
- VLRA 6x6 – Veicolo multifunzione (logistica, riparazione, trasporto) 6x6

VLRA Sécurité (2017)
- VLRA Pompiers – Veicolo autopompa 4x4

## Utilizzatori
Elenco non esaustivo
- Rep. Centrafricana –
- Costa d'Avorio –
- Camerun –
- Etiopia –
- Francia – Armée de terre · BSPP
- TFAI –
- Gabon –
- Irlanda – Irish Army (ARW)
- Mali –
- Arabia Saudita –
- Somalia –
- Togo –
- Tunisia –
- Uganda –
- Zimbabwe –